# Neighbours from Hell
Neighbours from Hell, позната у Сједињеним Државама као Neighbors from Hell (прев. Комшије из пакла) је стратешка игра слагалице за Nintendo GameCube, Microsoft Windows, Xbox, Nintendo DS, Android и iOS. У Европи је објављена за Windows 20. јуна 2003, а за GameCube и Xbox 4. марта 2005. године. Игра је објављена за Windows у Сједињеним Државама 22. септембра 2003. године.
Дана 8. октобра 2020. године, ремастерована компилација прве две игре под називом Neighbours Back from Hell (прев. Поново комшије из пакла) објављена је за Nintendo Switch, PlayStation 4 и Xbox One. Има повећану брзину кадрова и HD квалитет видеа.

## Приче
Вуди је просечан човек који има срећан живот, све док му комшија господин Ротвајлер не загорча живот. Вуди одлучује да се потпуно освети господину Ротвајлеру и позива ТВ екипу која производи истоимени ријалити који приказује комшијске односе из најгорег погледа.

## Играње
У игри, играч игра као Вуди, који се шуља око куће Ротвајлера изводећи трикове над несуђеним становником. Вуди је звезда нове истоимене ТВ емисије, са камерама које прате сваки покрет док играч поставља замке као што су тестерисање столице, коре од банане/сапун на поду, замазане слике и петљање са кућном опремом. Циљеви игре су стварање нереда, повећање рејтинга и освајање награда. Препреке у игри укључују самог будног комшију, такође - његовог пса чувара, и папагаја по имену Чили, који ће обојица покушати да упозоре комшију на Вудијево присуство. Ако Ротвајлер ухвати Вудија, приказује се како је брутално претучен и подразумева се да ће Вуди бити претучен на смрт. Тада је епизода неуспешна и играч мора поново да покрене ниво.
Циљ сваког нивоа је да одиграте неке грубе трикове са својим суседом користећи сваки предмет у близини карактера играча. Свака фаза има 4 или 5 зона (не укључујући фазе обуке). Вуди мора да се креће из зоне у зону, као и да се сакрије испод кревета и у орману да не би био ухваћен. Комшија се креће по кући по сопственој рутини, која се може пореметити на различите начине (као што је позвати га да сиђе доле) или се аутоматски омета (на пример, фарбање, прање веша и тако даље). Игра почиње са само неколико соба (ходник, купатило, кухиња и дневна соба), али како игра напредује, више соба се откључава (у 2. сезони је балкон и спаваћа соба, а у 3. је подрум и радна соба), што отежава игру.

## Пријем
Верзија за компјутере добила је „просечне“ критике, док су верзије за Гејмкјуб и Иксбокс добиле „генерално неповољне критике“, наводи се на веб локацији за прикупљање рецензија Метакритик.   

## Наслеђе

### Портови и поновна издања
Оригинална верзија Мајкрософт Виндовс-а је поново дигитално објављена на GOG.com са својим наставком од стране JoWood-а 9. јуна 2009.  Објавила га је на Стиму Nordic Games 7. новембра 2013. након што је заједница успешно добила Greenlit.
THQ Nordic је објавио мобилни порт игре широм света за iOS и Андроид 25. маја 2017. на App Store-у и Google Play-у. Порт за MacOS је објављен у Апп Сторе -у 22. јуна 2017. 

#### Neighbours back From Hell
Ремастер, назван Neighbours back From Hell, објављен је 8. октобра 2020. за конзоле и рачунаре од стране бечких програмера FarbWorks и HandyGames (издавачко одељење у власништву THQ Nordic), и садржи и прву игру и наставак, ремастерисан и прерађено у ХД-у и великом брзином кадрова. Добио је мешовите до позитивне критике од критичара и фанова.
Укључује ревидиране контролне шеме и интерфејс, епизоде туторијала су промењене у систем описа водича, а подршка за изворни контролер је додата верзији за Виндовс. Неке локације за складиштење објеката су добиле мини-игру са 3 одговарајућа симбола у прозору налик слот машини у одређеним епизодама.
Епизоде из On Vacation не могу да почну без завршетка претходних „сезона“ оригиналних Neighbors from Hell.
Стим и GOG.com издања такође укључују оригиналне верзије игара као бесплатан бонус.

### Наставак
Године 2004. објављен је наставак под називом Neighbours from Hell 2: On Vacation. У овој игри, уместо да буде у кући, играч путује на различите локације широм света. Овог пута, играч мора бити опрезан и према мами Комшије, ако не жели да буде ухваћен.